# Wachsch (Siedlung)
Wachsch (tadschikisch Вахш) ist eine Siedlung (schahrak, шаҳрак) im Tal des Flusses Wachsch in der tadschikischen Provinz Chatlon. Sie hatte 2014 etwa 13.800 Einwohner.

## Geographie
Die nächstgelegene größere Stadt ist die Provinzhauptstadt Qurghonteppa etwa 15 km nördlich. Südwestlich liegt in etwa 20 km Entfernung die Siedlung Kolchosobod. Nach Sarband (bis 1996 Kalininobod) im Nordnordosten sind es ebenfalls 20 km. Von der Stadt Wachsch zum gleichnamigen Fluss beträgt die Entfernung sowohl nach Westen als auch nach Norden (bei Sarband) rund 20 km.
Wachsch ist Verwaltungssitz des gleichnamigen Bezirks (nohija) Wachsch.

## Geschichte
Der Ort erhielt 1937 den Status einer Siedlung städtischen Typs unter den Namen Wachschstroi (russisch Вахшстрой), etwa „Wachsch-Bau“, in Bezug auf das System von Bewässerungskanälen in dem Gebiet, ausgehend von einem Stausee am Wachsch bei Sarband. In der Siedlung befand sich die Verwaltung des Systems. In der zweiten Hälfte der 1960er-Jahre wurde der Name auf die heutige Form verkürzt.

### Bevölkerungsentwicklung
| Jahr | Einwohner |
| ---- | --------- |
| 1939 | 1.499     |
| 1959 | 7.675     |
| 1970 | 9.016     |
| 1979 | 9.119     |
| 1989 | 10.587    |
| 2014 | 13.800    |

Anmerkung: bis 1989 Volkszählungsdaten

## Söhne und Töchter der Stadt
- Rumi (1207–1273), persischer Sufi-Mystiker, in Wachsch geboren
- Elena Herzenberg (* 1979), ehemalige deutsche Hochspringerin